# جوزف نیوتن پیو
جوزف نیوتن پیو (انگلیسی: Joseph Newton Pew) (زاده ۲۰ ژوئیه ۱۸۴۸ - درگذشته ۱۲ اکتبر ۱۹۱۲) کارآفرین، سرمایه‌گذار، سیاست‌مدار و صنعت‌گر آمریکایی بود، که در سال ۱۸۸۶ شرکت سانوکو را تأسیس نمود.